# Trairão
Trairão là một đô thị thuộc bang Pará, Brasil. Đô thị này có diện tích 11991,015 km², dân số năm 2007 là 15914 người, mật độ 1,33 người/km².